# Marie-Theresa Zepp
Marie-Theresa Zepp (* 1. April 1983 in Würzburg als Marie-Theresa Lohr) ist eine deutsche Schauspielerin.

## Leben
Marie-Theresa Zepp wuchs in Südtirol auf, besuchte von 2001 bis 2002 die Schauspielschule Bruneck und absolvierte von 2003 bis 2007 eine weitere Ausbildung am Theater der Keller in Köln. Dort debütierte sie in der Spielzeit 2005/06 in der Rolle der Bolette in Die Frau vom Meer von Henrik Ibsen. Weitere Stationen ihrer Bühnenlaufbahn waren das Düsseldorfer FTT, wiederum in Köln das Theater im Bauturm, die Studiobühne und das Casamax-Theater, das Stadttheater Bruneck, das Grenzlandtheater Aachen, das Bonner Contra-Kreis-Theater, das Wolfgang-Borchert-Theater in Münster und das Theater Hagen. Lohr spielte in Halbe Wahrheiten von Alan Ayckbourn, war die Putzi in Edward Albees Drama Wer hat Angst vor Virginia Woolf? oder die Elisabeth in Glaube Liebe Hoffnung von Ödön von Horváth.
Gelegentlich arbeitet sie auch vor der Kamera und hatte Nebenrollen in der Kölner  Tatort-Folge Der Fall Reinhardt, bei der SOKO Köln oder der Actionserie Alarm für Cobra 11 – Die Autobahnpolizei. 2014 wirkte sie in dem zweiteiligen Kinderhörspiel Sultan und Kotzbrocken in einer Welt ohne Kissen, einer Produktion des WDR und des SWR, mit.
Marie-Theresa Zepp lebt in Düsseldorf und ist seit 2018 mit Patrick Zepp verheiratet. Sie spricht mehrere Sprachen, unter anderem fließend Italienisch sowie Englisch, Französisch und Rumänisch.

## Filmografie
- 2004: Das Kettenkarussell (Kinokurzfilm)
- 2008: Tannöd (Kinofilm)
- 2012: SOKO Köln – Liebe ist stärker als der Tod, ZDF
- 2013: Alarm für Cobra 11 – Die Autobahnpolizei – Auferstehung, RTL
- 2014: Tatort – Der Fall Reinhardt (Fernsehreihe)
- 2015: Perseverance (Kinofilm)
- 2017: Endlich Gardasee!, ARD
- 2018:  Team 13, RTL